# Anthurium viridispathum
Anthurium viridispathum är en kallaväxtart som beskrevs av Eduardo G. Gonçalves. Anthurium viridispathum ingår i släktet Anthurium och familjen kallaväxter. Inga underarter finns listade.